# Kim Yong-jun
Dans ce nom coréen, le nom de famille, Kim, précède le nom personnel.
Pour les articles homonymes, voir Kim.
Kim Yong-jun (hangeul : 김영준), né le 19 juillet 1983, est un footballeur international puis entraîneur nord-coréen.

## Biographie

### En club
Kim Yong-jun évolue en Corée du Nord et en Chine.
Il remporte plusieurs titres de champion de Corée du Nord avec le Pyongyang CSG.

### En équipe nationale
Kim Yong-jun joue 61 matchs officiels et inscrit huit buts avec l'équipe nord-coréenne. Il est ainsi le joueur nord-coréen le plus capé.
Il reçoit sa première sélection en équipe nationale le 3 août 2001, en amical contre la Chine. Il inscrit son premier but le 12 février 2002, en amical contre Singapour (victoire 2-4). Il marque son deuxième but le 16 février 2003, en amical contre la Thailande (2-2).
Le 11 mars 2005, il est l'auteur d'un triplé contre Guam, lors de la Coupe d'Asie de l'Est. Les Nord-Coréens s'imposent sur le très large score de 21 à 0. Deux jours plus tard, il inscrit un but contre Hong Kong (victoire 2-0). Il marque son avant-dernier but le 31 juillet de la même année, toujours lors de la Coupe d'Asie de l'Est, contre le Japon.
Son dernier but est inscrit le 23 août 2009, contre Guam, une nouvelle fois lors de la Coupe d'Asie de l'Est. Il fait ensuite partie des 23 joueurs sélectionnés pour participer à la Coupe du monde 2010 organisée en Afrique du Sud. Lors du mondial, il ne joue qu'un seul match, face au Portugal. Les Nord-Coréens s'inclinent sur le lourd score de 7-0. Sa dernière sélection a lieu le 11 octobre 2010, contre l'Ouzbékistan, lors des éliminatoires du mondial 2014.